# Itacarambi
Itacarambi is een gemeente in de Braziliaanse deelstaat Minas Gerais. De gemeente telt 18.261 inwoners (schatting 2009).

## Aangrenzende gemeenten
De gemeente grenst aan Cônego Marinho, Ibiracatu, Jaíba, Januária, Manga, Matias Cardoso, Miravânia, Pedras de Maria da Cruz, São João das Missões en Varzelândia.